# Operacja Glemp
Operacja: Glemp – satyryczna polska darmowa gra przygodowa, autorstwa Jacka Jędrzejczaka, osadzona w fikcyjnych realiach w 1996 roku. Wzbudziła wiele kontrowersji w mediach swoim zdecydowanie antyklerykalnym poczuciem humoru.

## Rozgrywka
Miejscem akcji jest Kuria – tajna siedziba mafii zwanej Episkopatem, czas akcji – kilka godzin z dnia 1 listopada 1996 roku.
W roku 1996 Polską rządzi czarna mafia kierowana przez Episkopat na czele z Ojcem Chrzestnym działającym pod pseudonimem Glemp. Wszystkie instytucje państwowe znajdują się pod kontrolą ZChN (Związek Chorych z Nienawiści według scenariusza gry), a specjalne bojówki polują na innowierców, którzy prowadzą działalność partyzancką przeciwko obecnej władzy. Główny bohater jest właśnie agentem takiej partyzantki. Jego zadaniem w grze jest wydostanie się z ponurego więzienia w podziemiach Kurii (przypominającego czasy Świętej Inkwizycji), zamordowanie kilku istotnych dla kleru osób (prałat Henryk Jankowski, prymas Józef Glemp i były prezydent RP Lech Wałęsa), kradzież zagrabionych pieniędzy i akcji oraz wysadzenie Kurii w powietrze – a następnie bezpieczne wydostanie się z niej mercedesem księdza prymasa.

## Kontrowersje
W wyniku publikacji o grze w „Gazecie Wyborczej” autor został pozwany, wybuchł skandal, utrudniano również rozprowadzanie.
Gra została stworzona w 1996 roku i początkowo przeszła bez echa, zapewne z powodu niskiego jak na swoje czasy poziomu technicznego. Dopiero pod koniec sierpnia 1999 roku wzbudziła liczne kontrowersje i protesty w ogólnopolskich mediach, dzięki czemu zdobyła nagle ogromną popularność. Kontrowersje wynikały z faktu, iż gra prezentowała zdecydowanie antyklerykalne poczucie humoru oraz przedstawiała polski Kościół katolicki w zdecydowanie negatywnym świetle – mroczna i ponura Kuria jako siedziba wszechobecnej rozpusty i represyjnego reżimu czarnego robactwa. Oburzał również fakt, że w grze wystawione na cel zamachowca bądź ośmieszone zostały prawdziwe postacie polskiego życia publicznego (Henryk Jankowski, Józef Glemp, Lech Wałęsa, Ryszard Czarnecki).
„Operacja Glemp” została usunięta wskutek protestów z jednego z polskich serwerów, ale wkrótce potem ponownie została umieszczona na jednym z amerykańskich.